# Villiers-le-Sec (Calvados)
Villiers-le-Sec és un municipi francès situat al departament de Calvados i a la regió de Normandia. L'any 2007 tenia 280 habitants.

## Demografia

### Població
El 2007 la població de fet de Villiers-le-Sec era de 280 persones. Hi havia 102 famílies de les quals 16 eren unipersonals (4 homes vivint sols i 12 dones vivint soles), 35 parelles sense fills, 47 parelles amb fills i 4 famílies monoparentals amb fills.
La població ha evolucionat segons el següent gràfic:
Habitants censats

### Habitatges
El 2007 hi havia 113 habitatges, 102 eren l'habitatge principal de la família, 6 eren segones residències i 5 estaven desocupats. 111 eren cases i 2 eren apartaments. Dels 102 habitatges principals, 87 estaven ocupats pels seus propietaris, 14 estaven llogats i ocupats pels llogaters i 1 estava cedit a títol gratuït; 4 tenien dues cambres, 6 en tenien tres, 24 en tenien quatre i 69 en tenien cinc o més. 89 habitatges disposaven pel capbaix d'una plaça de pàrquing. A 37 habitatges hi havia un automòbil i a 58 n'hi havia dos o més.

### Piràmide de població
La piràmide de població per edats i sexe el 2009 era:
| Homes | Edats   | Dones |
| ----- | ------- | ----- |
| 0     | 95 o +  | 0     |
| 4     | 90 a 94 | 0     |
| 16    | 85 a 89 | 0     |
| 4     | 80 a 84 | 0     |
| 12    | 75 a 79 | 0     |
| 8     | 70 a 74 | 4     |
| 16    | 65 a 69 | 4     |
| 16    | 60 a 64 | 4     |
| 0     | 55 a 59 | 4     |
| 16    | 50 a 54 | 20    |
| 12    | 45 a 49 | 0     |
| 4     | 40 a 44 | 28    |
| 12    | 35 a 39 | 8     |
| 8     | 30 a 34 | 4     |
| 4     | 25 a 29 | 0     |
| 8     | 20 a 24 | 8     |
| 16    | 15 a 19 | 8     |
| 24    | 10 a 14 | 16    |
| 12    | 5 a 9   | 4     |
| 0     | 0 a 4   | 4     |

## Economia
El 2007 la població en edat de treballar era de 187 persones, 149 eren actives i 38 eren inactives. De les 149 persones actives 135 estaven ocupades (75 homes i 60 dones) i 14 estaven aturades (7 homes i 7 dones). De les 38 persones inactives 12 estaven jubilades, 7 estaven estudiant i 19 estaven classificades com a «altres inactius».

### Ingressos
El 2009 a Villiers-le-Sec hi havia 102 unitats fiscals que integraven 287 persones, la mediana anual d'ingressos fiscals per persona era de 19.155 €.

### Activitats econòmiques
Dels 5 establiments que hi havia el 2007, 2 eren d'empreses de construcció, 1 d'una empresa de comerç i reparació d'automòbils, 1 d'una entitat de l'administració pública i 1 d'una empresa classificada com a «altres activitats de serveis».
Dels 2 establiments de servei als particulars que hi havia el 2009, 1 era un guixaire pintor i 1 lampisteria.
L'any 2000 a Villiers-le-Sec hi havia 3 explotacions agrícoles que ocupaven un total de 237 hectàrees.

## Poblacions més properes
El següent diagrama mostra les poblacions més properes.